# IC 485
IC 485 је спирална галаксија у сазвјежђу Близанци која се налази на листи објеката дубоког неба у Индекс каталогу.
Деклинација објекта је + 26° 42' 6" а ректасцензија 8h 0m 19,8s. Привидна величина (магнитуда) објекта IC 485 износи 14,5 а фотографска магнитуда 15,4. IC 485 је још познат и под ознакама UGC 4156, CGCG 148-88, IRAS 07572+2650, PGC 22443.